# Rory Dames
Rory Dames (Chicago, Illinois, c. 1973) es un entrenador estadounidense. Dirige desde 2011 al Chicago Red Stars de la National Women's Soccer League.

## Biografía
Dames nació y creció en Chicago, Illinois. Jugó al fútbol en el equipo del colegio St. Viator High School en la villa Arlington Heights, de donde se graduó en 1991. Asistió a la Universidad de San Luis en Misuri y jugó para su equipo de fútbol masculino.

## Trayectoria como jugador
Dames jugó profesionalmente para los Rockford Raptors.

## Trayectoria como entrenador
Dames comenzó a dirigir a Chicago Red Stars en 2011, año en el que el club comenzaba una nueva etapa en la Women's Premier Soccer League, luego de haberse retirado de la WPS por problemas económicos. El equipo terminó la temporada regular en primer lugar, pero fue derrotado en la final por 2 a 1 con un gol en el alargue.
Durante cuatro años consecutivos, de 2015 a 2018, clasificó al Red Stars a las eliminatorias de la NWSL, pero perdiendo siempre en las semifinales.
En 2019, volvió a clasificar a las eliminatorias, esta vez venciendo al Portland Thorns 1 a 0 en las semifinales y avanzando por primera vez en su historia a una final de la NWSL. En ésta, se vio superado por North Carolina Courage en una derrota por 4 a 0.

## Estadísticas
| Equipo                | Liga                  | Año                   | PJ  | G  | E  | P  | % Efectividad | Temp. Reg. | Eliminatorias |
| --------------------- | --------------------- | --------------------- | --- | -- | -- | -- | ------------- | ---------- | ------------- |
| Chicago Red Stars     | WPSL                  | 2011                  | 13  | 11 | 0  | 2  | 84,61         | 1°         | Subcampeón    |
| Chicago Red Stars     | WPSLE                 | 2012                  | 22  | 15 | 2  | 5  | 71,21         | 4°         | Subcampeón    |
| Chicago Red Stars     | NWSL                  | 2013                  | 22  | 8  | 6  | 8  | 45,45         | 6°         | -             |
| Chicago Red Stars     | NWSL                  | 2014                  | 24  | 9  | 8  | 7  | 48,61         | 5°         | -             |
| Chicago Red Stars     | NWSL                  | 2015                  | 21  | 8  | 9  | 4  | 52,38         | 2°         | Semifinal     |
| Chicago Red Stars     | NWSL                  | 2016                  | 21  | 9  | 6  | 6  | 52,38         | 3°         | Semifinal     |
| Chicago Red Stars     | NWSL                  | 2017                  | 25  | 11 | 6  | 8  | 52,00         | 4°         | Semifinal     |
| Chicago Red Stars     | NWSL                  | 2018                  | 25  | 9  | 10 | 6  | 49,33         | 4°         | Semifinal     |
| Chicago Red Stars     | NWSL                  | 2019                  | 24  | 14 | 2  | 8  | 61,11         | 2°         | Subcampeón    |
| Chicago Red Stars     | NWSL                  | 2020                  | 7   | 3  | 1  | 3  | 47,62         | 6°         | Subcampeón    |
| Total, mejor posición | Total, mejor posición | Total, mejor posición | 204 | 97 | 50 | 57 | 55,72         | 1°         | Subcampeón    |